# غيزيم ميميتش
جيزيم ميميتش (بالتركية: Gizem Memiç)‏ وهي ملكة جمال تركيا لسنة 2010 ولدت في يوم 16 مايو 1990 في مدينة أنقرة عاصمة تركيا وقد درست في جامعة بيلكنت.